# Персон (округ)
Округ Персон (англ. Person County) располагается в штате Северная Каролина, США. Административным центром является город Роксборо — крупнейший населённый пункт округа по числу жителей.
По состоянию на 2010 год, численность населения округа Персон составляла 39 464 человека.

## История
Округ Персон был официально образован в 1791 году.

## География
В соответствии с данными указанными на сайте центрального статистического органа страны — Бюро переписи населения США, общая площадь округа равняется 1046,361 км2, из которых 1015,281 км2 занимает суша и 31,080 км2 приходится на водную поверхность.

## Климат
Согласно данным представленным Национальной метеорологической службой США в округе Персон умеренный субтропический климат с мягкой погодой весной, осенью и зимой. Однако лето может быть жарким и влажным. Зимние температуры в административном центре обычно колеблются от 10–13 °C (50°F) до −22 °C (60°F), хотя температура −9 °F (60°F) не редкость. Рекордно низкая температура была в январе 1985 года. Весной и осенью температура обычно колеблется от 20 °C до 25 °C (70°F), а ночью −10–14 °C (50°F). Летом температура часто колеблется от 30 до 35 °C (80°F) до 35 °C (90°F) с очень высокой влажностью. Рекордно высокая температура была зафиксирована в июле 1966 года. Самые дождливые месяцы — июль и сентябрь.
В Персоне за зиму выпадает в среднем 180 мм снега. Почти каждую зиму здесь идут ледяные дожди и мокрый снег, а иногда случаются сильные, разрушительные ледяные бури. Из-за большой высоты над уровнем моря во время метелей в центральной части Северной Каролины здесь часто выпадает наибольшее количество снега.

## Население
По данным переписи населения 2010 года в округе проживает 39 464 жителей в составе 15 826 домашних хозяйств и 10 979 семей. Плотность населения составляет 35,00 человек на км2. На территории округа насчитывается 15 504 жилых строений, при плотности застройки около 15,00-ти строений на км2. Расовый состав населения: белые — 68,10 %, афроамериканцы — 28,30 %, коренные американцы (индейцы) — 0,61 %, азиаты — 0,15 %, гавайцы — 0,01 %, представители других рас — 1,37 %, представители двух или более рас — 0,86 %. Испаноязычные составляли 2,09 % населения независимо от расы.
В составе 31,50 % из общего числа домашних хозяйств проживают дети в возрасте до 18 лет, 53,80 % домашних хозяйств представляют собой супружеские пары проживающие вместе, 13,80 % домашних хозяйств представляют собой одиноких женщин без супруга, 28,20 % домашних хозяйств не имеют отношения к семьям, 24,20 % домашних хозяйств состоят из одного человека, 10,10 % домашних хозяйств состоят из престарелых (65 лет и старше), проживающих в одиночестве. Средний размер домашнего хозяйства составляет 2,50 человека, и средний размер семьи 2,95 человека.
Возрастной состав округа: 24,00 % моложе 18 лет, 7,40 % от 18 до 24, 30,60 % от 25 до 44, 24,20 % от 45 до 64 и 24,20 % от 65 и старше. Средний возраст жителя округа 38 лет. На каждые 100 женщин приходится 93,20 мужчин. На каждые 100 женщин старше 18 лет приходится 90,20 мужчин.
Средний доход на домохозяйство в округе составлял 42 559 USD, на семью — 54 474 USD. Среднестатистический заработок мужчины был 30 970 USD против 22 804 USD для женщины. Доход на душу населения составлял 22 189 USD. Около 9,40 % семей и 12,00 % общего населения находились ниже черты бедности, в том числе — 14,90 % молодежи (тех, кому ещё не исполнилось 18 лет) и 17,30 % тех, кому было уже больше 65 лет.